# Nomen illegitimum
Nomen illegitimum (« nom illégitime » en latin), généralement abrégé en nom. illeg., est un terme technique utilisé principalement en botanique.
Ce terme est défini dans le glossaire (en anglais) annexé au Code international de nomenclature pour les algues, les champignons et les plantes sous l'entrée « illegitimate name ». L'abréviation latine est cependant largement utilisée par les botanistes.
Un nomen superfluum (« nom superflu » en latin) », abrégé en nom. superfl., également très utilisé par les botanistes, est souvent un nom illégitime.

## Définition
Un nomen illegitimum est un nom validement publié, mais qui contrevient à certains articles adoptés par le Congrès international de botanique.
Un nom peut être illégitime :
- soit parce qu'il était superflu au moment de sa publication, c'est-à-dire que le taxon (représenté par le type) avait déjà un nom (article 52) ;
- ou parce que le nom avait déjà été appliqué à une autre plante (homonyme, articles 53 et 54).

Pour la procédure de rejet des noms par ailleurs légitimes, voir nomen conservandum (nom à conserver).
Les précisions concernant le taxon et le type sont importantes.
En effet, un nom peut être superflu, mais pas illégitime dans le cas où il pourrait être légitime dans une autre circonscription taxinomique.
Par exemple, le nom de famille Salicaceae, basé sur le genre type Salix, a été publié par Charles-François Brisseau de Mirbel  en 1815.
Aussi, quand en 1818 Lorenz Chrysanth von Vest publia le nom Carpinaceae (basé sur le genre Carpinus) pour désigner une famille incluant explicitement le genre Salix, il était superflu : « Salicaceae » était déjà le nom correct pour la circonscription définie par von Vest ; « Carpinaceae » est superflu pour une famille contenant Salix. Cependant, le nom n'est pas illégitime, puisque Carpinus est un nom légitime.
Si à l'avenir Carpinus était placé dans une famille dans laquelle aucun genre n'aurait servi à former un nom de famille antérieurement au nom publié par von Vest (par exemple s'il était placé dans une famille spécifique) alors Carpinaceae pourrait être un nom légitime (cf. article 52.3, ex. 18.).
Une situation similaire pourrait advenir lorsque des espèces sont synonymisées et transférées d'un genre à un autre. Linné décrivit deux espèces de graminées qu'il considérait comme différentes : Andropogon fasciculatus en 1753 et Agrostis radiata en 1759. Si ces deux espèces étaient traitées comme une espèce unique, l'épithète spécifique la plus ancienne, fasciculatus, serait prioritaire.
Aussi quand Swartz en 1788 combina les deux espèces en une seule dans le genre Chloris, le nom qu'il utilisa, Chloris radiata, était superflu, puisque le nom correct existait déjà, à savoir Chloris fasciculata. Chloris radiata est un nom incorrect pour une espèce du genre Chloris se référant au même type que l' Andropogon fasciculatus de Linné. Cependant, si elles étaient traitées comme des espèces distinctes, et que l' Agrostis radiata de Linné était transférée dans le genre Chloris, alors Chloris radiata serait un nom légitime (cf. article 52.3, ex. 15.).

## Exemples
- Le nom générique Cainito Adans. (1763) est illégitime parce que c'était un nom superflu pour Chrysophyllum L. (1753), qu'Adanson cita comme un synonyme[2].
- Le nom Amblyanthera Müll. Arg. (1860) est un homonyme ultérieur du nom publié validement Amblyanthera Blume (1849) et ne doit pas être utilisé, bien que  Amblyantha  Blume soit maintenant considéré comme un synonyme de Osbeckia L. (1753)[2].
- Le nom Torreya Arn. (1838) est un nomen conservandum et peut donc être utilisé malgré l'existence de l'homonyme antérieur, Torreya Raf. (1818)"[2].